# Ціле алгебраїчне число
Цілими алгебраїчними числами називаються комплексні (і зокрема дійсні) корені многочленів з цілими коефіцієнтами і із старшим коефіцієнтом, рівним одиниці.

## Приклади цілих алгебраїчних чисел
- Ґаусові цілі числа.
- Корені з одиниці — корені многочлена {\displaystyle x^{n}-1} над полем комплексних чисел.
- Всі раціональні числа, що входять в {\displaystyle \Omega }, є цілими числами. Іншими словами, жоден нескоротний дріб {\displaystyle m/n} із знаменником, більшим ніж одиниця, не може бути цілим алгебраїчним числом.

## Властивості
- По відношенню до додавання і множення комплексних чисел, цілі алгебраїчні числа утворюють кільце {\displaystyle \Omega }. Очевидно {\displaystyle \Omega } є підкільцем поля алгебраїчних чисел і містить всі звичайні цілі числа. Дане кільце є кільцем Дедекінда.
- Нехай {\displaystyle u} — деяке комплексне число. Розглянемо кільце {\displaystyle \mathbb {Z} [u]}, породжене додаванням {\displaystyle u} до кільця звичайних цілих чисел {\displaystyle \mathbb {Z} }. Воно утворене всілякими значеннями {\displaystyle f(u)}, де {\displaystyle f(z)} — многочлен з цілими коефіцієнтами. Тоді має місце наступний критерій: число {\displaystyle u} є цілим алгебраїчним числом тоді і тільки тоді, коли {\displaystyle \mathbb {Z} [u]} — скінченнопороджена абелева група.

- {\displaystyle \alpha \in K} є цілим алгебраїчним числом тоді і тільки тоді коли існує скінченнопороджений {\displaystyle \mathbb {Z} }-підмодуль {\displaystyle M\subset \mathbb {C} } такий що {\displaystyle \alpha M\subseteq M}.

- Для кожного алгебраїчного числа {\displaystyle u} існує натуральне число {\displaystyle n} таке, що {\displaystyle nu} — ціле алгебраїчне число. Тобто поле алгебраїчних чисел є полем часток кільця цілих алгебраїчних чисел.
- Як і для всіх алгебраїчних чисел для довільного цілого алгебраїчного числа {\displaystyle \alpha } існує мінімальний многочлен, тобто многочлен {\displaystyle f(x)\in \mathbb {Q} [x]} найменшого можливого степеня із старшим коефіцієнтом рівним 1 для якого виконується  f(α) = 0. Для цілих алгебраїчних чисел і тільки для них при цьому всі коефіцієнти цього многочлена насправді будуть цілими числами, тобто {\displaystyle f(x)\in \mathbb {Z} [x].} Всі інші корені f(x) теж будуть цілими алгебраїчними числами для яких f(x) буде мінімальним многочленом. Такі числа називаються спряженими до {\displaystyle \alpha }.
- Корені многочлена з цілими алгебраїчними коефіцієнтами і старшим коефіцієнтом 1 є цілими алгебраїчними числами, зокрема корінь будь-якого степеня з цілого алгебраїчного числа теж є цілим алгебраїчним числом.
- Кільце цілих алгебраїчних чисел є цілозамкнутим. Воно є цілим замиканням кільця {\displaystyle \mathbb {Z} } звичайних (раціональних цілих чисел.)
- Кільце цілих алгебраїчних чисел є кільцем Безу.
- Дійсні цілі алгебраїчні числа утворюють всюди щільну підмножину дійсних чисел.

## Одиниці (оборотні елементи) кільця цілих алгебраїчних чисел
Ціле алгебраїчне число ε називається алгебраїчною одиницею (коротко — одиницею), якщо воно є оборотним в кільці цілих алгебраїчних чисел, тобто якщо 1/ε — ціле алгебраїчне число. Одиниця ділить будь-яке ціле алгебраїчне число. Число, обернене до одиниці теж є одиницею; числа спряжені з одиницею, є одиницями; кожен дільник одиниці є одиницею; добуток скінченної кількості одиниць є одиницею. Ціле алгебраїчне число буде одиницею тоді і тільки тоді, коли добуток всіх його спряжених рівне {\displaystyle \pm 1}. Корені k-го степеня з числа 1 є одиницями, причому кожна з них по модулю рівна 1. Існує нескінченна множина інших одиниць, не рівних по модулю 1. Наприклад, числа {\displaystyle 2-{\sqrt {3}}} і {\displaystyle 2+{\sqrt {3}}} є одиницями як корені многочлена {\displaystyle x^{2}-4x+1\,}. 
Два цілих алгебраїчних числа називаються асоційованими якщо вони відрізняються множником, що є одиницею. Є ще одна важлива відмінність кільця цілих алгебраїчних чисел від кільця цілих раціональних чисел. У першому не можна ввести поняття нерозкладного цілого числа (аналог простого числа). Це випливає хоч би з того, що корінь з будь-якого цілого алгебраїчного числа є цілим алгебраїчним числом. 